# Bashkia e Maliqit
Bashkia e Maliqit är en kommun i Albanien.   Den ligger i Korçës prefekturen i den sydöstra delen av landet, 100 kilometer sydost om huvudstaden Tirana.
Omgivningarna runt Bashkia e Maliqit är en mosaik av jordbruksmark och naturlig växtlighet.  Runt Bashkia e Maliqit är det ganska tätbefolkat, med 80 invånare per kvadratkilometer.